# John Franklin Enders
John Franklin Enders (10. února 1897, Hartford, Connecticut – 8. září 1985, Waterford, Connecticut) byl americký bakteriolog, virolog a parazitolog, nositel Nobelovy ceny za fyziologii a lékařství.

## Život
Pocházel z rodiny bankovního ředitele, který mu po smrti odkázal milionové jmění. Po studiu na Yaleově univerzitě sloužil roku 1918 v armádě jako letecký instruktor a od roku 1922 obchodoval s nemovitostmi. Zapsal se na Harvardovu univerzitu, kde studoval jazyky a chtěl se stát učitelem. Nakonec se rozhodl pro studium biomedicíny, zejména infekčních chorob. Roku 1930 zde získal titul Ph.D. a přednášel a bádal, od roku 1946 pracoval v bostonské dětské nemocnici.

## Dílo
Od roku 1938 studoval viry savců a 1941 s kolegy připravil serologický test na příušnice. Se svými mladšími kolegy T. H. Wellerem a F. C. Robbinsem publikovali roku 1949 svůj objev, že virus dětské obrny (poliomyelitis) lze úspěšně pěstovat in vitro na různých typech tkání. Tím mohli omezit pokusy na živých zvířatech, otevřeli cestu k vývoji vakcín proti virovým onemocněním a roku 1954 byli vyznamenáni Nobelovou cenou. Na základě jejich techniky vyvinul roku 1952 Jonas Salk první vakcínu proti dětské obrně, neocenil však náležitě podíl svých předchůdců. Roku 1954 izoloval Enders se spolupracovníky virus spalniček a roku 1960 začal plošně testovat vakcínu proti spalničkám. O rok později byl oznámen úspěch a roku 1963 se deaktivovaná vakcína dostala na trh.

## Ocenění
Roku 1946 byl zvolen členem American Academy of Arts and Sciences, 1953 získal Prezidentskou medaili svobody, nejvyšší civilní vyznamenání v USA, 1954 Nobelovu cenu a roku 1967 byl zvolen členem Královské společnosti v Londýně. 13 univerzit mu udělilo čestný doktorát. V roce 1962 byl oceněn Medailí Rudolfa Diesela.